# Темний час (фільм, 2006)
Темний час (La hora fría) — іспанський науково-фантастичний фільм, знятий 2006 року, сценарист і режисер Еліо Кірога, виробництво «Eqlipse Producciones Cinematográficas». Вперше показано 14 вересня 2007 р

## Про фільм
Група людей, небагато з тих, хто вижив після Великої війни, живуть замкнені у величезних приміщеннях. З приміщень вони не можуть вийти, оскільки зовні чекає загроза, про яку майже не говорять. Навіть там, де вони є вдома, не є безпека, тому що всередині їх переслідують Чужі — люди, які стали зомбі через хімічну зброю ворога, і Невидимі — злі привиди.
Коли ліків і їжі стає дуже мало, група повинна залишити безпечну територію, щоб вирушити на пошуки припасів. Рейд пробуджує сили, які ховаються в околицях цього району. Група буде змушена боротися за своє життя. Їх чисельність зменшується, тож доведеться вийти на вулицю, і відкрити жахливу реальність.

## Знімались
| Актор             | Роль  |
| ----------------- | ----- |
| Сілке             | Марія |
| Омар Муньйос      | Хесус |
| Пепо Оліва        | Юда   |
| Хорхе Касальдуеро | Педро |
| Хуліо Перілан     | Пабло |
| Надя де Сантьяго  | Ана   |